# 성동구립용답도서관
용답도서관은 서울특별시 성동구 용답동 소재의 구립도서관이다.

## 연혁
- 2007년 1월 23일 용답도서관(분관) 개관 및 공단 위탁 운영

## 시설현황
- 지하: 미디어센터, 보존서고, 자료정리실
- 1층: 종합안내, 어린이열람실(영어원서코너), 유아열람실, 어르신·장애인 열람실, 정기간행물실
- 2층: 문헌정보실, 디지털정보실
- 3층: 휴게실, 일반열람실
- 4층: 문화강좌실 RED, 문화강좌실 GREEN, 문화강좌실 BLUE, 사무실, 통신실
- 5층: 하늘정원

## 이용방법
이용시간
| 구분                 | 평일          | 주말(토·일요일) |
| -------------------- | ------------- | --------------- |
| 문헌정보실           | 09:00 ~ 20:00 | 09:00 ~ 20:00   |
| 디지털정보실         | 09:00 ~ 18:00 | 09:00 ~ 18:00   |
| 어르신·장애인 열람실 | 09:00 ~ 18:00 | 09:00 ~ 18:00   |
| 어린이열람실         | 09:00 ~ 20:00 | 09:00 ~ 20:00   |
| 유아열람실           | 09:00 ~ 20:00 | 09:00 ~ 20:00   |
| 일반열람실           | 07:00 ~ 22:00 | 09:00 ~ 20:00   |

휴관일
- 정기휴관일: 매주 월요일
- 법정공휴일: 정부가 지정한 공휴일
- 임시휴관일: 장서 및 시설 점검 등 관장이 필요하다고 인정하는 날
- 단 일반열람실은 휴관일·국가공휴일 09:00~18:00 운영

대출방법
- 대출: 1인 7권, 기간 14일(2주)
- 연장: 1회 10일 (단 도서가 예약된 상태는 불가능)
- 연체: 도서 연체시 연체일 만큼의 연체료 또는 대출 불가
선택1) 대출금지: 연체일수 × 2배
선택2) 연체료 납부: 연체일수 × 연체권수 ×100원
- 성동, 금호, 용답, 무지개, 성수, 청계, 매봉산 숲속, 작은 도서관 중 1곳에서 연체하여도 전체 도서관에서 불이익

## 참조
1. ↑  성동구립 용답도서관 홈페이지 자료현황
2. ↑  자료없음